# Psammorygma caligatum
Espèce
Synonymes
- Psammorygma caligata Jocqué, 1991

Psammorygma caligatum est une espèce d'araignées aranéomorphes de la famille des Zodariidae.

## Distribution
Cette espèce est endémique de Namibie.

## Description
Le mâle holotype mesure 9,66 mm et la femelle paratype 13,74 mm.

## Publication originale
- Jocqué, 1991 : A generic revision of the spider family Zodariidae (Araneae). Bulletin of the American Museum of Natural History, no 201, p. 1-160 (texte intégral).